# 开元湖站
开元湖站是洛阳轨道交通2号线的地铁车站，位于中华人民共和国河南省洛阳市洛龙区牡丹大道与兴洛西街交叉口，于2021年12月26日开通。

## 车站结构

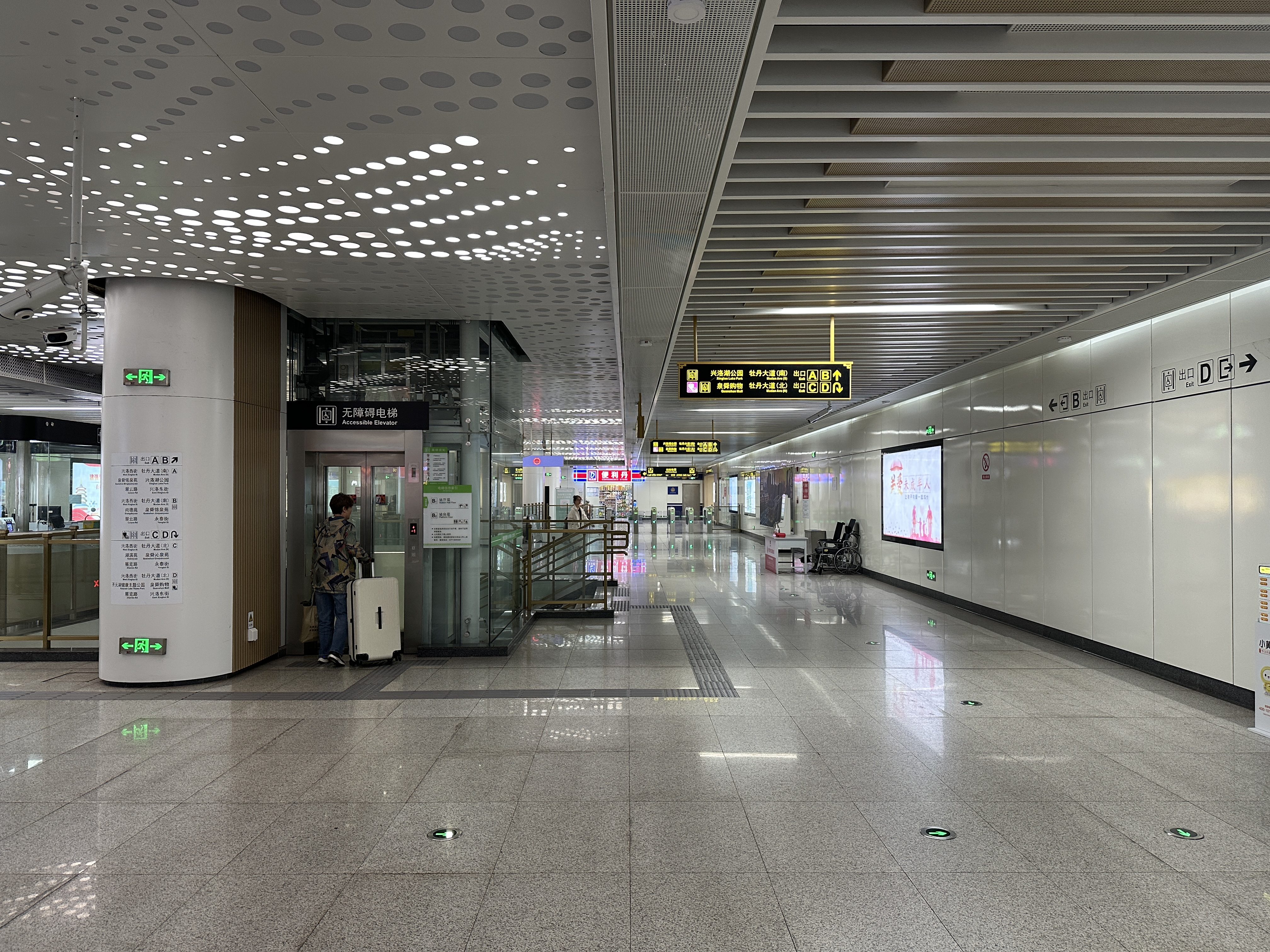
站厅

开元湖站位于牡丹大道与兴洛西街交叉口，沿兴洛西街南北向敷设，车站长184米，标准段宽为19.7米，为地下二层岛式站台车站，车站地下一层为站厅层，地下二层为站台层，站台设置全高站台门。
| 地面              | 出入口 | A、B、C、D出入口                                                                                            |
| 地下一层          | 站厅   | 客服中心、自动售票机、验票机                                                                                |
| 地下二层          | 站台   | \| \| \| █ 2号线往二乔路（市民之家） \| \| 島式 · 開左邊车门 \| \| \| \| \| \| █ 2号线往八里堂（兴洛湖） \| |
|                   |        | █ 2号线往二乔路（市民之家）                                                                                 |
| 島式 · 開左邊车门 |        | |
|                   |        | █ 2号线往八里堂（兴洛湖）                                                                                   |

## 出入口
本站共设4个出入口，各出口及周围设施如下所示：
| 出口编号            | 照片 | 地点                           | 可到达目的地                                   |
| ------------------- | ---- | ------------------------------ | ---------------------------------------------- |
| A · 出口            |      | 牡丹大道（南），兴洛西街（东） | 兴洛湖公园，泉舜铭泉苑，兴洛东街，翠云路       |
| B · 出口 · （设有） |      | 牡丹大道（南），兴洛西街（西） | 泉舜锦泉苑，尚德苑，永泰街，翠云路             |
| C · 出口            |      | 牡丹大道（北），兴洛西街（西） | 泉舜沁泉苑，湖滨苑，永泰街，展览路             |
| D · 出口 · （设有） |      | 牡丹大道（北），兴洛西街（东） | 泉舜购物，开元湖健康主题公园，兴洛东街，展览路 |
| 图例： 设有         |      |                                |                                                |

## 接驳交通

### 公交车
- 牡丹大道兴洛西街口东：39路
- 牡丹大道永泰街口东：39路

## 历史
车站建设时期工程名为牡丹大道站，2021年4月，经公示确定以开元湖站作为车站正式名称。
- 2019年6月11日，车站主体结构封顶[5]。
- 2021年12月26日，车站随2号线的开通而启用[1]。